# Forcipomyia bipunctatapropinqua
Forcipomyia bipunctatapropinqua är en tvåvingeart som beskrevs av Chan och Leroux 1971. Forcipomyia bipunctatapropinqua ingår i släktet Forcipomyia och familjen svidknott.
Artens utbredningsområde är Québec. Inga underarter finns listade i Catalogue of Life.